# رودلف آوگشتاین

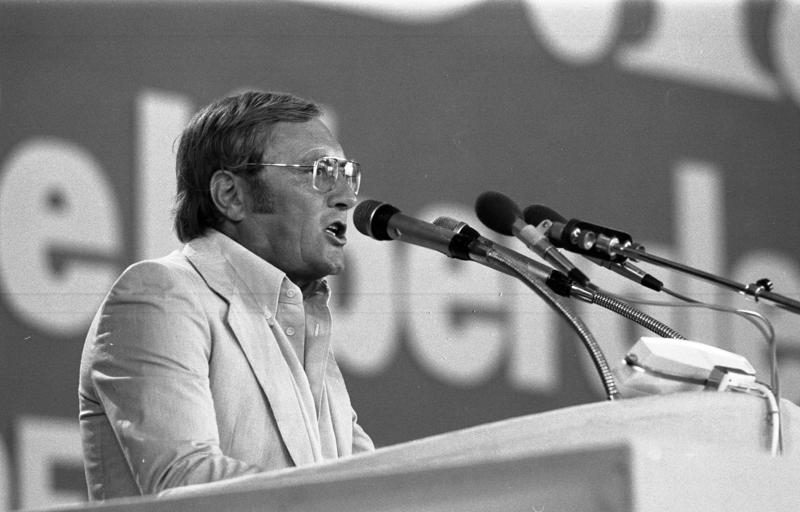

رودلف کارل آوگشتاین (به آلمانی: Rudolf Karl Augstein) (پنجم نوامبر ۱۹۲۳–۷ نوامبر ۲۰۰۲) یکی از پرنفوذترین خبرنگاران آلمانی و مؤسس و صاحب مشترک هفته‌نامه اشپیگل بود.

## زندگی و حرفه
او در هانوفر آلمان به دنیا آمد و طی جنگ جهانی دوم یک بیسیمچی و دیدبان توپخانه بود.
بین سال‌های ۱۹۴۶ تا ۱۹۴۷ او مجله اشپیگل را بنیان گذاشت که از آن زمان تا کنون مهم‌ترین مجله هفتگی تحقیقاتی در آلمان است. طی رخداد رسوایی اشپیگل بین سال‌های ۱۹۶۱ تا ۱۹۶۲ او بازداشت شد و به مدت ۱۰۳ روز در زندان بود تا آنجا که فرانتز یوزف اشتراوس وادار شد تحت فشار اعتراض‌های ادامه‌دار افکار عمومی از سمت وزارت دفاع کناره گیری کند.